# Gridare amore dal centro del mondo
(Kyōichi Katayama. Gridare amore dal centro del mondo)
Gridare amore dal centro del mondo (世界の中心で、愛をさけぶ?, Sekai no chūshin de, ai o sakebu) è un romanzo giapponese scritto da Kyōichi Katayama, pubblicato da Shogakukan nell'aprile 2001. In Italia è stato tradotto da Marcella Mariotti e pubblicato da Adriano Salani Editore nel 2006. Il romanzo e l'adattamento manga (illustrato da Kazumi Kazui) sono stati pubblicati negli Stati Uniti col titolo di Socrates in Love. In Italia il manga, tradotto da Rebecca Suter, è uscito nel 2006, nella collana Manga San della Kappa Edizioni.
Appena uscito furono stampate solo 8000 copie del libro. Poi, un anno dopo la sua pubblicazione, la famosa attrice e cantante giapponese Kō Shibasaki ne scrisse un articolo di lode ed il libro divenne immediatamente un bestseller. A maggio 2004 il libro aveva venduto più di 3 milioni di copie, superando il record di Norwegian Wood, che deteneva il record di vendite in Giappone dal 1987. Nello stesso 2004 è uscito un film basato sul romanzo intitolato Sekai no chūshin de, ai o sakebu in cui ha recitato la stessa Kō Shibasaki nella parte di Natsuko e poi un dorama omonimo, Sekai no chūshin de, ai o sakebu, con Haruka Ayase nella parte della protagonista femminile.

## Trama
Sakutaro si sta dirigendo in Australia, più precisamente verso l'Uluṟu, la grande montagna sacra per gli aborigeni e dalla loro tradizione religiosa considerata il "centro del mondo". Porta con sé le ceneri di Aki, la ragazza che 17 anni prima, quand'erano entrambi studenti di liceo, è morta improvvisamente per una grave forma di leucemia; per Sakutaro è impossibile dimenticarla, essendo stata il suo unico primo vero grande amore.
Finalmente, dopo tutto quel tempo, è riuscito a trovar la forza ed il coraggio per esaudire l'ultimo desiderio della fidanzata: far spargere le proprie ceneri nel cielo dell'Uluru. Mentre si appresta a farlo, ecco che riaffiorano alla memoria tutti i ricordi di quel tempo, quella brevissima stagione della metà degli anni '80 in cui il proprio destino s'incrociò con quello di Aki, per poi rimaner impigliato per sempre in un passato che via via s'è fatto memoria eterna.
In una piccola cittadina di provincia del sud Giappone nel 1984, Sakutaro "Saku" Matsumoto e Aki Hirose, già compagni di classe alla scuola media, iniziano a frequentare le superiori e si innamorano. S'incontrano ogni giorno, tornano a casa assieme, ognuno dei due diviene impercettibilmente un po' alla volta parte irrinunciabile della vita dell'altro; iniziano così a condividere il tempo dello studio e le gite scolastiche, le vacanze estive e i diari audio registrati su cassette che si scambiano.
Parallela alla vicenda centrale vi è poi la storia ed il personaggio del nonno di Saku, il quale riuscirà a trasmettere un esempio ed un insegnamento profondo ai due giovani: neanche la morte riuscirà mai a sconfiggere quel tipo rarissimo, ma esistente, d'amore definito come "eterno". Vi è sempre la possibilità di rinnovare nel futuro l'incontro con la persona perduta.
Il sentimento sbocciato tra i due giovani sembra sempre più riflettere l'antica passione amorosa del nonno di Saku, il quale ha continuato ad amare indefettibilmente per più di 50 anni una donna che non ha mai potuto sposare ed il cui ricordo continua ad esser impresso fortemente in lui, fedele a lei fino al suo ultimo giorno.
Ben presto però Aki (nome che in giapponese significa "autunno", anche se nel romanzo viene detto riferirsi al cretaceo, era geologica in cui son prosperati nuovi tipi di piante ed animali) scopre di essere malata di leucemia e diventa giorno dopo giorno più debole, al punto che non le è più possibile vedere Saku od uscire all'aperto a vedere il cielo.
Saku allora tenta disperatamente di portare Aki ad Uluru (Ayer's Rock) in Australia (il "Centro del mondo" del titolo), luogo che lei avrebbe sempre voluto visitare. Saku acquista i biglietti ma Aki muore poco prima di salire a bordo dell'aereo.
Diciassette anni dopo, un Saku maturo e malinconico che va avanti faticosamente arrancando nella sua scialba vita di tutti i giorni, scopre improvvisamente l'ultimo diario audio di Aki che non ha mai potuto ascoltare, non essendogli mai stato consegnato; ciò lo riporta indietro alla sua città natale ed ai ricordi dei suoi ultimi giorni vissuti assieme ad Aki.

## Personaggi
- Sakutarō Matsumoto (松本朔太郎?, Matsumoto Sakutarō): Il protagonista, il suo nome deriva da quello del poeta Sakutaro Hagiwara.
- Aki Hirose (廣瀬亜紀?, Hirose Aki): compagna di classe di Sakutaro e poi sua ragazza. Il suo nome si riferisce al periodo del cretaceo (白亜紀?, hakuaki) .
- Ryunosuke Oki (大木龍之介?, Ōki Ryūnosuke): compagno di classe dei due innamorati. Il suo nome è un omaggio allo scrittore e poeta  Ryūnosuke Akutagawa.
- Kentaro Matsumoto (松本謙太郎?, Matsumoto Kentarō): il nonno di Sakutaro.